# Andreas Frege

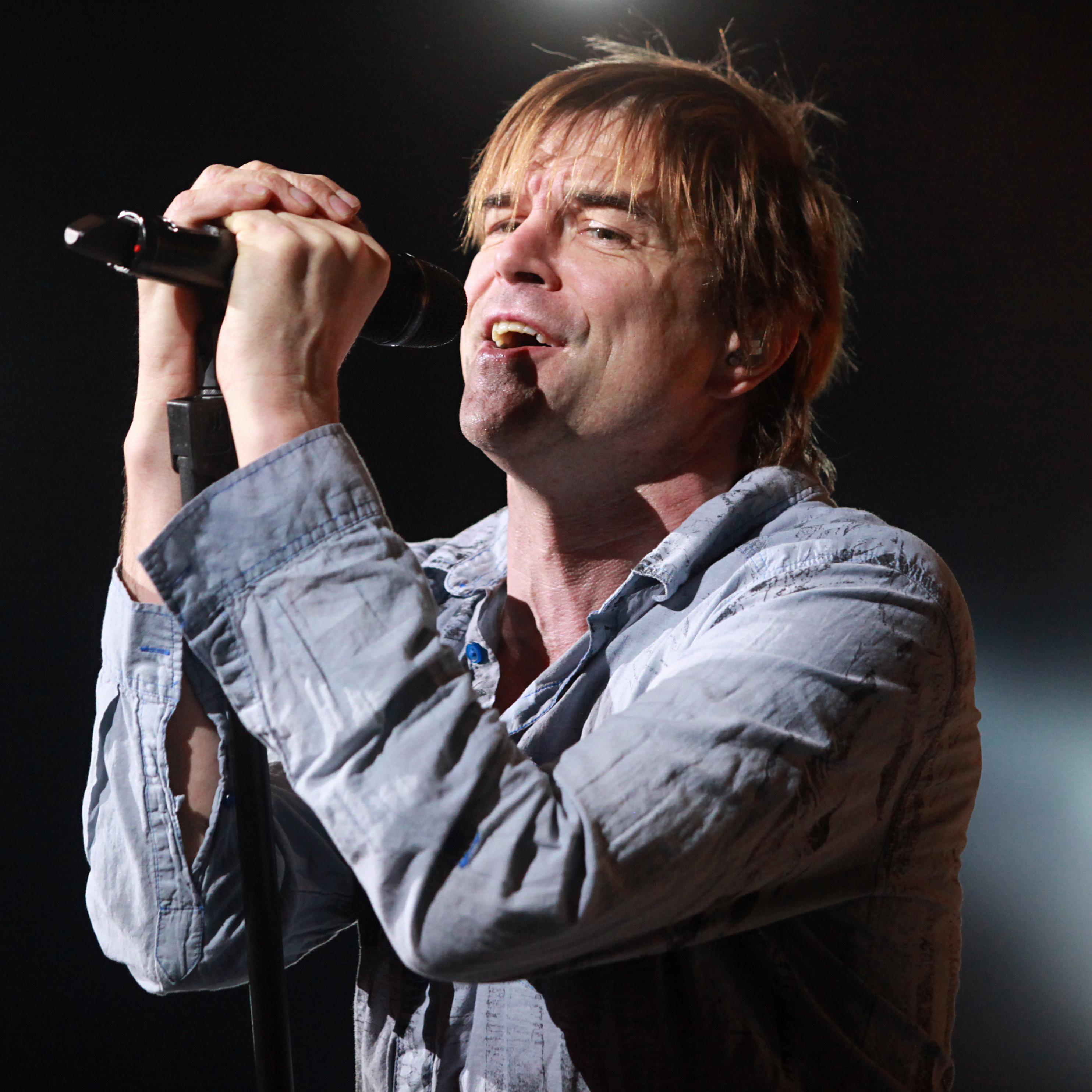
Campino, 2012

Andreas Frege é um músico alemão (n. Düsseldorf, 22 de Junho de 1962), vocalista da banda "Die Toten Hosen".
É conhecido como Campino.
É protagonista do filme do Wim Wenders, Palermo Shooting.